# Моя русалка, моя Лореляй
«Моя русалка, моя Лореляй» робоча назва «Федір» (рос. Лорелей, англ. «My Mermaid, My Lorelei») — копродукційний мелодраматичний фільм виробництва України та Росії.
Виробництво фільму завершилося у 2013 році, але через певні труднощі фільм вийшов у широкий кінопрокат в Україні тільки через 2 роки після закінчення виробництва 16 квітня 2015 року.

## Сюжет
Дія фільму відбувається в радянський час. 14 річний юнак Федір (Євген Риба) закохується у 18-річну руду акторку Нюрку (Катерина Молчанова). Він любить кататися на своєму велосипеді, вона мріє про роль Анжеліки в «Анжеліка і король». Море, сонце, романтичні заходи сонця — здавалося б: ну що спільного між акторкою і простим сільським хлопцем? Але кохання поєднує їх.

## У ролях
- Катерина Молчанова — Нюрка
- Олег Скрипка — міліціонер
- Євген Риба — Федір
- Михаїл Штейншнайдер —
- В'ячеслав Хахалкін —
- Олександр Онищенко —
- Буба Джорджадзе —
- Світлана Москвіна —
- Вікторія Варлей —
- Валерій Бассель —
- Олександр Самусенко —
- Валерій Крупенін —
- Георгій Делієв — п'яниця-музикант
- Владік Волк —
- Нодар Ахвледіані —
- Валерій Ілюшкін —
- Бек Бексон —
- Атіна Корнеліус —

## Саунд-треки
У фільмі використано музику гурту Asea Sool.

## Кошторис
Стрічка «Федір» (робоча назва фільму «Моя русалка, моя Лореляй») брала участь у 4-му пітчингу Держкіно й отримала найвищі бали у своїй категорії, проте через певні складнощі з оформленням паперів, контракт з Держкіно творці фільму не уклали. За даними на сайті Держкіно, кошторис фільму мав бути 9,72 млн гривень.
Бюджет фільму склав 900 тис. доларів (70 % було надано Міністерством культури Росії, 30 % — приватні інвестиції з України).

## Зйомки
Фільм було знято в Одесі та Білгороді-Дністровському.

## Прокат і показ
Фільм було вперше показано на Одеському кінофестивалі 18 липня 2014 року. Згодом стрічку також показали 12 жовтня 2014 на Варшавському міжнародному кінофестивалі. Через певні труднощі фільм вийшов у широкий кінопрокат в Україні тільки 16 квітня 2015 року, через 2 роки після закінчення виробництва.
У Росії фільм не вийшов у прокат через негативне ставлення до одного з акторів — Олега Скрипки. У Грузії фільм також не вийшло у прокат через обмежену кількість кінотеатрів у країні.

## Нагороди і визнання
2-ге місце у номінації «Художні фільми» на Міжнародному жіночому кінофестивалі в Мумбаї (Індія);